# Hieracium livescens
Hieracium livescens es una especie de planta con flor del género Hieracium, de la familia Asteraceae, orden Asterales.

## Distribución
Hieracium livescens se distribuye por Finlandia y Rusia.

## Taxonomía
Fue descrita científicamente por Norrl.